# Dog Eat Dog (Warrant)
| Recensione | Giudizio |
| ---------- | -------- |
| AllMusic   |          |

Dog Eat Dog è il terzo album in studio del gruppo musicale statunitense Warrant, pubblicato il 25 agosto 1992 dalla Columbia Records.

## Il disco
Anche se ha ottenuto il disco d'oro, le vendite furono inferiori rispetto ai lavori precedenti. I singoli non riuscirono a sfondare e l'album si fermò al venticinquesimo posto della Billboard 200.
Con l'avvento del grunge, la band decise di lasciarsi alle spalle l'hair metal rifacendosi ad un heavy metal più cupo e con una vena alternative, per rimanere al passo coi tempi. Tuttavia questo non bastò a risollevare il loro inevitabile declino commerciale. È l'ultimo album a cui ha partecipato la formazione classica dei Warrant.
Il gruppo hardcore punk Dog Eat Dog chiamò il suo EP di debutto Warrant in ritorsione scherzosa al titolo di questo album.

## Tracce
Testi e musiche di Jani Lane.
1. Machine Gun – 3:44
2. The Hole in My Wall – 3:30
3. April 2031 – 5:05
4. Andy Warhol Was Right – 3:37
5. Bonfire – 4:20
6. The Bitter Pill – 4:06
7. Hollywood (So Far, So Good) – 3:46
8. All My Bridges Are Burning – 3:37
9. Quicksand – 3:57
10. Let It Rain – 4:15
11. Inside Out – 3:40
12. Sad Theresa – 3:25

Traccia bonus nell'edizione giapponese
1. Lincolns, Mercurys and Fords – 2:30

## Formazione
Gruppo
- Jani Lane – voce
- Joey Allen – chitarra
- Erik Turner – chitarra
- Jerry Dixon – basso
- Steven Sweet – batteria

Altri musicisti
- Scott Humphrey – tastiere
- Scott Warren – pianoforte
- Ron Feldman – pianoforte
- Heather Lynn McAlpin – cori in April 2031
- Christine Smith – cori in April 2031
- Robert James McDaniel – cori in April 2031
- Leah Peters – cori in April 2031
- John Mathew Pavlina – cori in April 2031
- Sara Brzozowski – cori in April 2031
- Brendan McClure – cori in Andy Warhol Was Right
- Paul Buckmaster – orchestra in Andy Warhol Was Right
- Dee Dee Belson, Yvonne Williams – cori in Let It Rain
- The Moron Fish & Tackle Choir – coro in The Bitter Pill

## Classifiche
| Classifica (1992) | Posizione massima |
| ----------------- | ----------------- |
| Giappone          | 26                |
| Regno Unito       | 74                |
| Stati Uniti       | 25                |